# Іфран
Іфран (бербер. ⵉⴼⵔⴰⵏ; араб. إفران) — місто та гірськолижний курорт у регіоні Фес — Мекнес у Марокко. Розташований на висоті 1655 м у горах Середнього Атласу. Населення — 73 782 осіб. Назва міста з берберської мови перекладається як печери.

## Історія
Перше постійне поселення у цій місцевості відноситься до XVI століття, коли Шаріф Сіді Абд аль-Салам заснував поселення в долині Тизгуїт, за сім км нижче за течією від теперішнього міста.
Сучасне місто було засноване французькою адміністрацією в 1928 році під час епохи протекторату через розташування міста в альпійському поясі. Іфран будувався як гірська станція задля відпочинку колоніальної адміністрації під час літньої спеки. Сьогодні місто є також популярним місцем для тренувань в умовах висогір'я.
Іфран був спроєктований за моделлю міського дизайну «місто-сад», особливо популярною в Західній Європі між двома світовими війнами. Концепція міста-саду була винайдена у Великій Британії як модель соціальної реформи для вирішення проблем промислових міст XIX століття. Однак у 20-х роках минулого століття ця модель втратила своє соціальне призначення через те, що садовим містам потрібне житло низької щільності.
У 1979 р. Іфран став центром однойменної адміністративної провінції, і в ньому розпочали роботу деякі державні служби. У 1995 р. було відкрито Державний університет Аль-Ахавейна, англомовний університет з американською програмою навчання. Саме тому сьогодні Іфран вважаться студентським містом. Також Іфран дістав славу як літнього, так і зимового курорту. Старі шале в центрі Іфрана руйнуються та замінюються кондомініум-комплексами, а на околицях міста виникають центри відпочинку.

## Клімат
Через високе розташування, клімат міста є досить нетиповим для Марокко. Взимку тут випадає сніг, а влітку погода є доволі прохолодною. За Класифікацією кліматів Кеппена Іфран має океанічний клімат (Cfb) або середземноморський клімат із теплим літом (Csb).
Саме в Іфрані 11 лютого 1935 р. була зафіксована найнижча температура, що коли-небудь спостерігалася в усій Африці: −23,9 °C (−11,0 °F).
| Клімат Іфрану                              | Клімат Іфрану | Клімат Іфрану | Клімат Іфрану | Клімат Іфрану | Клімат Іфрану | Клімат Іфрану | Клімат Іфрану | Клімат Іфрану | Клімат Іфрану | Клімат Іфрану | Клімат Іфрану | Клімат Іфрану | Клімат Іфрану |
| Показник                                   | Січ.          | Лют.          | Бер.          | Квіт.         | Трав.         | Черв.         | Лип.          | Серп.         | Вер.          | Жовт.         | Лист.         | Груд.         |               |
| Абсолютний максимум, °C                    | 15,6          | 14,5          | 25,9          | 29,4          | 33,8          | 36,1          | 39,6          | 38,5          | 32,7          | 25,3          | 23,4          | 18,6          |               |
| Середній максимум, °C                      | 7,6           | 9,9           | 12,0          | 14,8          | 19,1          | 26,6          | 30,4          | 29,6          | 25,5          | 19,5          | 12,2          | 8,7           |               |
| Середня температура, °C                    | 2,0           | 3,9           | 6,7           | 9,2           | 12,6          | 18,5          | 21,3          | 20,8          | 18,3          | 13,2          | 7,2           | 3,0           |               |
| Середній мінімум, °C                       | −3,7          | −2,1          | 1,4           | 3,6           | 6,1           | 10,4          | 12,2          | 12,0          | 11,1          | 6,9           | 2,2           | −2,7          |               |
| Абсолютний мінімум, °C                     | −16,8         | −23,9         | −10,4         | −6,3          | −3,6          | −0,1          | 5,3           | 4,2           | 1,6           | −3,5          | −10,9         | −19,7         |               |
| Середня кількість сонячних годин на місяць | 180,6         | 169,1         | 214,4         | 211,2         | 263,1         | 302,3         | 340,8         | 317,0         | 258,1         | 227,3         | 175,8         | 172,8         | 2832,5        |
| Норма опадів, мм                           | 164           | 126           | 156           | 120           | 66            | 16            | 6             | 3             | 40            | 70            | 134           | 212           |               |
| Днів з опадами                             | 10,6          | 12,4          | 12,1          | 12,4          | 10,3          | 6,5           | 3,8           | 4,2           | 6,5           | 8,4           | 10,8          | 10,3          | 108,3         |
| ------------------------------------------ | ------------- | ------------- | ------------- | ------------- | ------------- | ------------- | ------------- | ------------- | ------------- | ------------- | ------------- | ------------- | ------------- |

## Флора та фауна
Фауна та флора Іфрану містить чимало рідкісних та зникаючих видів. У цій місцевості мешкає лісовий макака, що перебуває під загрозою зникнення, шакал звичайний, каракал пустельний, генета звичайна тощо. Рідкісними місцевими рослинами є атласький кедр, чагарниковий дуб та інтродукований лондонський платан.